# På dig jag hoppas, Herre kär
På dig jag hoppas, Herre kär är en gammal psalm i sju verser av Adam Reusner från 1533 som översattes till svenska av Haquinus Magni Ausius före 1601 och efter tvåhundra år bearbetades 1814 av Johan Åström och ytterligare av Johan Olof Wallin 1816, men utan not om de senares medverkan 1986. Efter Anders Frostensons bearbetning 1976 återstod fyra verser, varav den sista är en ståvers. Texten grundas på Psaltaren 31.
Psalmen inleds 1695 med orden:
På tigh hoppes jagh, o HErre kär
Hielp at jagh eij på skam kommer

## Publicerad i
- Göteborgspsalmboken under rubriken "Om Tröst i Bedröfwelse".[2]
- 1695 års psalmbok som nr 46 under rubriken "Konung Davids Psalmer".
- 1819 års psalmbok som nr 226 under rubriken "Kristligt sinne och förhållande - I allmänhet: Förhållandet till Gud: Lydnad för Guds vilja och frimodighet under hans beskydd".
- Svenska Missionsförbundets sångbok 1920 som nr 45 under rubriken "Guds faderliga vård".
- 1937 års psalmbok som nr 341 under rubriken "Trons vaksamhet och kamp".
- Den svenska psalmboken 1986 som nr 550 under rubriken "Förtröstan - trygghet".

## Koralbearbetningar

### Orgel
- In dich hab ich gehoffet, Herr av Franz Tunder.[3]